# Sphaerolaimus balticus
Sphaerolaimus balticus är en rundmaskart som beskrevs av Schneider. Sphaerolaimus balticus ingår i släktet Sphaerolaimus och familjen Sphaerolaimidae. Arten är reproducerande i Sverige. Inga underarter finns listade i Catalogue of Life.